# ルーカス・モンソン
ルーカス・ガブリエル・モンソン・レモス (Lucas Gabriel Monzón Lemos , 2001年9月29日 - )は、ブラジル・リオグランデ・ド・スル州ジャグアラン出身のウルグアイ人サッカー選手。メジャーリーグサッカー・ニューヨーク・レッドブルズ所属。ポジションはDF。

## クラブ経歴
2020年にダヌービオFCのトップチームに昇格。8月14日のモンテビデオ・シティ・トルケ戦でプロデビュー。以降先発に定着し、同年シーズンは19試合に出場。2021年シーズンはローン移籍でモンテビデオ・ワンダラーズFCでプレー。
2021年8月5日、ニューヨーク・レッドブルズに2022年シーズン終了までのローン移籍で加入したことが発表された。